# Calymmaria bifurcata
Calymmaria bifurcata är en spindelart som beskrevs av Ernst Heiss och Draney 2004. Calymmaria bifurcata ingår i släktet Calymmaria och familjen panflöjtsspindlar. Inga underarter finns listade.